# Едмунд Алленбі
Сер Едмунд Генрі Хінман Алленбі, перший віконт Алленбі (англ. Edmund Henry Hynman Allenby, 1st Viscount Allenby; 23 квітня 1861, Брекенгерст, Ноттінгемшир — 14 травня 1936, Лондон) — британський воєначальник, фельдмаршал Британської армії (1919). Учасник Другої англо-бурської та Першої світової війн. У роки Великої війни командував корпусом та армією на Західному фронті, а також усіма союзними Єгипетськими експедиційними силами у Синайсько-Палестинській кампанії на Близькому Сході. Британцям під командуванням Алленбі з жовтня по грудень 1917 року вдалося захопити Беер-Шеву, Яффо та Єрусалим. Його війська окупували Йорданську долину влітку 1918 року, потім захопили Північну Палестину та розгромили 8-му армію османської групи армій «Їлдирім» у битві при Мегіддо, змусивши 4-ту і 7-му армії відступити до Дамаска. Згодом у результаті переслідування війська Алленбі захопили Дамаск і прорвалися в північну Сирію. У післявоєнний час з 1919 до 1925 року був верховним комісаром Єгипту та Судану.

## Біографія

### Ранні роки
Алленбі народився 23 квітня 1861 року в сім'ї Хінмана Алленбі та Кетрін Енн Алленбі (уроджена Кейн). Освіту здобув у коледжі Хайлібері. 1880 році він склав іспит до Королівського військового коледжу в Сандгерсті і 10 травня 1882 року був призначений лейтенантом до 6-го (Інніскіллінг) драгунського полку. Пізніше того ж року він прибув для проходження подальшої військової служби до свого полку в Південній Африці. Брав участь в Бечуаналендській експедиції 1884—1885 рр. 10 січня 1888 року йому присвоєне звання капітана.
У 1890 році Алленбі повернувся до Великої Британії, де здійснив невдалу спробу поступити до Штабного коледжу в Камберлі. Наступного року він знову склав іспит і успішно здав. Капітан Дуглас Гейґ з 7-го гусарського полку одночасно поступив на навчання до Штабного коледжу, і це поклало початок суперництву між ними, яке тривало до Першої світової війни. Алленбі користувався більшою популярністю серед колег-офіцерів, навіть ставши майстром драгхаундів, а не Гейґа, який був кращим вершником. Їхній сучасник Джеймс Едмондс пізніше стверджував, що колеги офіцера по Штабному коледжу вважали Алленбі нудним і дурним, але були вражені промовою, яку він виголосив на обіді фермерів, яку насправді написав для нього Едмондс та інші.
19 травня 1897 року Едмунд Алленбі отримав звання майора і був відправлений до 3-ї кавалерійської бригади, яка тоді служила в Ірландії, посівши посаду бригадного майора у березні 1898 року.

### Друга англо-бурська війна
Після початку Другої англо-бурської війни в жовтні 1899 року Алленбі повернувся до свого полку, а Інніскіллінги вирушили у Квінстаун і пізніше того ж року висадилися в Кейптауні, Південна Африка. Офіцер брав участь у боях у Колесбергу 11 січня 1900 року, Кліп-Дріфті 15 лютого 1900 року та Дронфілд-Рідж 16 лютого 1900 року. За свої бойові заслуги 31 березня 1900 року був згаданий з відзнакою у депешах головнокомандувача лорда Робертса.
Алленбі, на той час майор, був призначений командувати ескадроном уланів Нового Південного Уельсу, які розташувалися біля австралійського кавалерійського підрозділу біля Блумфонтейна. Від безперервного дощу страждали як чоловіки, так і коні, а чоловіків, хворих на черевний тиф, забирали щодня. Незабаром Алленбі зарекомендував себе як суворий і вимогливий начальник, за словами А. Б. Патерсона, навіть увів комендантську годину в офіцерській їдальні.
10 травня 1900 року Алленбі брав участь у боях біля річки Занд, 3 червня 1900 року бився біля перевалу Калхеуваль, 12 вересня 1900 року біля Барбертона та 16 жовтня 1900 року біля Тевредена, коли бурський генерал Ян Смутс зазнав поразки. 1 січня 1901 року він отримав звання місцевого підполковника, а 29 квітня 1901 року — місцевого полковника. У депеші від 23 червня 1902 року головнокомандувач лорд Кітченер описав його як «популярного та здібного кавалерійського воєначальника бригадного рівня». 26 червня 1902 року за свої заслуги під час війни Едмунд Алленбі став кавалером ордена Лазні і він отримав нагороду особисто отримав з рук короля Едуарда VII в Букінгемському палаці 24 жовтня 1902 року.
У 1902 році Алленбі повернувся до Британії і став командиром 5-го королівського ірландського полку лансерів у Колчестері. 2 серпня 1902 року йому присвоєне звання підполковника. 19 жовтня 1905 року він став полковником з тимчасовим присвоєнням звання бригадного генерала. У 1906 році очолив 4-ту кавалерійську бригаду. 10 вересня 1909 року Алленбі підвищений до звання майор-генерала і наступного року через свій великий досвід командування кавалерійськими формування британської армії призначений генерал-інспектором кавалерії. Офіцери прозвали його «Бик» через зростаючу схильність до раптових вибухів несамовитої люті, спрямованої на його підлеглих, у поєднанні з його потужним фізичним станом. Алленбі мав зріст 188 см з бочкоподібною груддю, і його дуже поганий характер зробив «Бика» фігурою, яка викликала значний жах серед тих, кому довелося працювати під його керівництвом.

### Перша світова війна

#### Західний фронт
З моменту вступу Великої Британії у серпні 1914 року у Першу світову війну Алленбі спочатку служив на Західному фронті. Британський експедиційний корпус, що складався з чотирьох піхотних дивізій і однієї кавалерійської дивізії під командуванням генерала Алленбі, був відправлений до Франції. Кавалерійська дивізія вперше вступила у бій у напівхаотичних умовах, прикриваючи відступ основних сил після битви при Монсі, протистоявши вторгненню німецької армії до Франції. Один із підлеглих Алленбі в той час стверджував: «Він не може чітко, з усією зрозумілістю пояснити, які його подальші плани». Коли офіцер штабу запитав, чому кавалерійська бригада Губерта Гофа знаходиться за милі від того місця, де вона мала бути, він отримав відповідь: «Він сказав мені, що віддаляється від „Бика“ якомога далі. Це була найскандальніша справа, і він у той час майже відкрите повстання проти Алленбі». В подальшому, під час першої битви за Іпр, дивізія відзначилася під керівництвом Алленбі в наступних боях, маючи мінімальні ресурси у своєму розпорядженні.
10 жовтня 1914 року Алленбі отримав тимчасове звання лейтенант-генерала. Оскільки Британський експедиційний корпус розрісся до двох армій, Алленбі став командиром Кавалерійського корпусу. 6 травня 1915 року Алленбі добровільно залишив свій кавалерійський корпус, перейнявши на себе командування V корпусом, який на той момент брав участь у запеклих боях у Другій битві при Іпрі. V корпус здобув перемогу у відбитті німецького наступу, але зазнав суттєвих втрат під час боїв через наполегливу тактику Алленбі проведення постійних контратак на німецькі атакуючі сили.
У вересні 1915 року V корпус проводив відволікаючі дії, намагаючись своїми атаками відволікти частку німецьких сил від головного напряму, сприяючи в такий спосіб одночасному наступу британців на Лоос. Війська Алленбі провели незначну атаку в секторі Хуг на Іпрському виступі, що знову спричинило значні втрати його підрозділам, які брали участь у битви. У жовтні 1915 року Алленбі став командувачем 3-ї британської армії. 1 січня 1916 року йому було присвоєне звання лейтенант-генерал. У середині літа 1916 року він був командувачем армії для підтримки початкової фази наступальної битви на Соммі, відповідаючи за невдалий штурм його військами облаштованого у фортифікаційному відношенні укріпленому пункту на виступі Гоммекур, де підпорядковані йому війська зазнали значної невдачі з серйозними втратами. До цього часу в 1916 році Арчибальд Вейвелл, який був одним із штабних офіцерів і прихильників Алленбі, писав, що характер Алленбі, здавалося б, "підтверджує легенду про те, що «Бик» був просто недоброзичливою, впертою гарячою головою, «тупим і впертим генералом». Алленбі сумнівався в керівних спроможностях командувача БЕК, генерала сера Дугласа Гейґа, але категорично забороняв будь-якому зі своїх офіцерів висловлювати щось критично про Гейґа. Однак, незважаючи на лють і одержиму вимогливість Алленбі у дотриманні вимог керівництва щодо правил ведення бойових дій, які часто здавалися дріб'язковими й незначущими, штабні офіцери відмітили, що Алленбі являв собою інтелектуально розвинутого генерала, який демонстрував гостру зацікавленість у пошуку нових способів виходу з глухого кута, в контексті реалій позиційної війни на Західному фронтові. Знаменитий Дж. Ф. К. Фуллер назвав Алленбі «людиною, яку я полюбив і поважаю», людиною, яка завжди запитувала своїх співробітників, чи є у них якісь нові ідеї щодо того, як виграти війну. Алленбі мав ширші інтереси, ніж багато інших британських генералів, читав книги з усіх можливих тем, від ботаніки до поезії, і був відомий своїм критичним та прискіпливим інтелектом.
Офіцер, який обідав з Алленбі в його штабі у французькому замку, згадував:
Його гострі сіро-блакитні очі, під важкими бровами, постійно досліджують ваше обличчя, поки він досліджує ваш розум гострими, майже стакатичними [прямими та недвозначними] питаннями про все, що відбувається під сонцем, несподівано для вас, на що ви очікуєте. Він терпіти не може дурнів і вимагає однозначної стверджувальної або заперечної відповіді на кожне своє запитання. Він має звичку задавати питання на найдивовижніші теми і неприємно вміє ловити кожного, хто дає ухильну відповідь заради ввічливості
Багато офіцерів Алленбі вважали, що він не здатний на будь-які емоції, окрім люті, але він був люблячим батьком і чоловіком, який дуже турбувався про свою єдину дитину, Майкла, який служив на фронті. Перед тим, як Алленбі щовечора лягав спати, Алленбі входив до кабінету офіцера, який приймав щоденні звіти про потерпілих, і запитував: «Чи є у вас сьогодні новини про мого маленького хлопчика?» і після того, як офіцер відповів «Немає новин, сер», Алленбі лягав спати заспокоєним чоловіком. Його син, лейтенант Королівської кінної артилерії, помер від ран 29 липня 1917 року у віці 19 років у бельгійському Коксейді.
На початку 1917 року Гейґ наказав Алленбі розпочати підготовку до великого наступу навколо міста Аррас. Під час свого планування Алленбі наполягав на втіленні в життя багатьох ідей, які запропонували його штабні офіцери. Алленбі відкинув звичайне тижневе бомбардування німецьких позицій перед штурмом, замість цього спланував 48-годинне бомбардування до початку штурму. Крім того, штаб Алленбі приділив багато уваги ретельному плануванню руху у тилу, щоб запобігти заторам, які б блокували його матеріально-технічне забезпечення, питанню введення другого ешелону за першим ешелоном для використання успіху, нарощуванню тунелів, щоб вивести нові дивізії позаду німецьких оборонних ліній, уникаючи в такий спосіб німецький вогонь, і, нарешті, нова зброя, як-от танки та літаки, мали відігравати помітну роль у наступі. Спочатку наступ у Аррасі розвивався добре: 3-тя армія прорвала німецьку оборону і просунулася на три з половиною милі за один день. Однак, після тижнів важких боїв під час наступу 3-ї армії в битві біля Арраса початковий прорив перетворився на позиційну війну з окопними боями — знову з великими втратами для підрозділів 3-ї армії. Алленбі втратив довіру свого головнокомандувача Гейґа. 3 червня 1917 року йому присвоїли звання повного генерала, але 9 червня 1917 року він був замінений на посаді командувача 3-ї армії і повернувся до Англії.

#### Османська Палестина
27 червня 1917 року генерал Алленбі прибув до Палестини, куди його відправив Воєнний офіс за наполегливою рекомендацією Ллойда Джорджа, який хотів, щоб командир «лихого типу» замінив сера Арчибальда Мюррея на посаді командувача Єгипетськими експедиційними силами. 31 липня 1917 року він отримав телеграму від своєї дружини, в якій говорилося, що Майкл Алленбі був убитий в бою, що призвело до того, що Алленбі розплакався на публіці, коли він декламував вірш Руперта Брука. Після цього Алленбі приховав своє горе при собі та своїй дружині, а замість цього поринув у роботу з крижаною рішучістю, працюючи максимально без перерви. Вейвелл згадував: «Він продовжував свою роботу і не вимагав співчуття. Тільки ті, хто стояв поруч з ним, знали, наскільки важким для нього був удар, наскільки він майже зламав його, і яка мужність знадобилася генералу, щоб витримати його». Алленбі оцінив бойову силу турецької армії, з якою він зіткнувся, як 46 000 гвинтівок і 2 800 шабель, і підрахував, що він міг би взяти Єрусалим з 7 піхотними і 3 кавалерійськими дивізіями. Він не вважав, що для цього достатньо військових сил, і відчував, що йому знадобиться підкріплення, щоб просуватися далі. Алленбі розумів проблеми, пов'язані з логістикою в пустелі, і присвятив багато часу, працюючи над тим, щоб його солдати завжди були добре забезпечені, особливо водою. Вважається, що логістика доставки води до солдатів і через пустелю була найбільшим викликом і стала справжнім досягненням Алленбі в кампанії на Близькому Сході. Алленбі також бачив важливість хорошого лікування і наполягав на створенні відповідних медичних закладів для лікування всіх поширених на Близькому Сході захворювань, таких як офтальмія та черевний тиф.
Алленбі швидко завоював повагу своїх військових, часто відвідуючи передові підрозділи Єгипетських експедиційних сил, помітно змінивши стиль керівництва свого попередника Мюррея, який командував переважно, не виїжджаючи з Каїра. Алленбі перемістив штаб-квартиру EEF зі столиці Єгипту в Рафах, ближче до лінії фронту в секторі Гази, і реорганізував розрізнені сили EEF у три основні бойові корпуси: XX, XXI і кінний пустельний корпус. Він також схвалив використання арабських нерегулярних сил, які діяли в той час на відкритому лівому фланзі турецької армії в арабських внутрішніх районах, під керівництвом молодого офіцера британської армії Т. Е. Лоуренса. Він санкціонував 200 000 фунтів стерлінгів на місяць для Лоуренса, щоб полегшити його роботу серед тамтешніх племен.
Реорганізувавши свої регулярні сили, в період з 31 жовтня до 7 листопада 1917 року Алленбі виграв Третю битву за Газу, розпочавши її раптовим нападом британських військ на Беер-Шеву. Першим кроком у захопленні Беер-Шеви стало розповсюдження фальшивих радіоповідомлень, які спонукали турецькі війська думати, що британці намагаються атакувати Газу, а також проведення низки заходів з дезінформування османського командування. Єгипетські експедиційні сили Британської імперії силами XX та Пустельного спішеного корпусів скористалися фактором раптовості, атакували та захопили турецький гарнізон групи армій «Йилдирим» під Беер-Шевою і змогли просунутися далі через пустелю на північ до Єрусалиму. Османська армія зазнала поразку в битві при Тель-Ель-Хувейлфе з просуванням на північ від Беер-Шеви у передгір'я Юдеї. Цей прорив від Беер-Шеви у напрямку на Єрусалим поставив під загрозу позиції османських військ біля Хеврону та Вифлеєму. 6 листопада на півдорозі між Газою та Беер-Шевою, почалася битва за Шеріа та Харейру, унаслідок якої Харейра була захоплена британськими військами. 7-ма та 8-ма османські армії під ударами союзників змушені були повністю відступити від залишків оборонного рубежу біля старої Гази до лінії Беер-Шеви.
7 листопада, на другий день битви при Харейрі та Шерії війська Британської імперії безперешкодно прорвалися крізь Газу, і атакували сильні тилові позиції противника поблизу Ваді-ель-Гесі, які захопили наступного дня.
13 листопада британські XXI і Пустельний спішений корпуси під час переслідування турецько-німецьких військ групи армій «Йилдирим», що організовано відступали на північ, вступили в битву за хребет Мурхар. Сталася низка боїв, під час яких британські та австралійсько-новозеландські вершники успішно атакували османські ар'єргардні позиції на північ від Аюн-Кара. Вузлова станція (також відома як Ваді-ес-Сара) була захоплена, й османське залізничне сполучення з Єрусалимом перервано. В результаті цієї перемоги 8-ма армія відступила за Нар-ель-Ауджа, а 7-ма армія відійшла до Єрусалиму.
З 17 листопада армія Алленбі силами XX, XXI та Пустельного спішеного корпусів розпочали фінальну стадію Південнопалестинського наступу. Головною ціллю цього наступу стало опанування Єрусалима. Загалом на цьому етапі наступальної операції британські війська та їхні союзники провели дві битви: з 17 по 24 листопада — на Юдейських пагорбах на північ та схід від залізниці Хеврон — Розв'язка, або битва за Набі Самвіл та вже окремо в період з 26 по 30 грудня стався штурм Єрусалима, що завершився капітуляцією османського гарнізону.

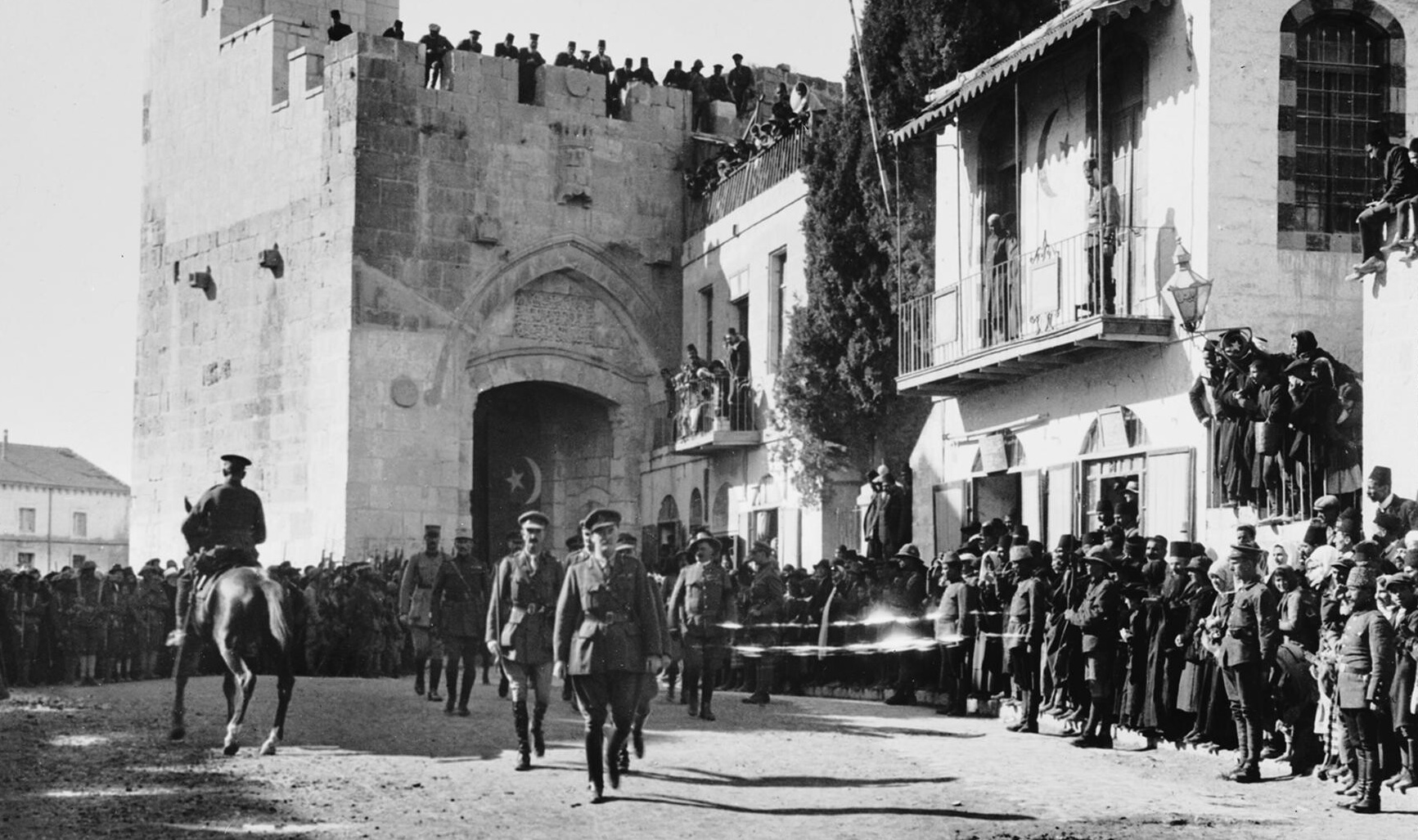
Вхід генерала Едмунда Алленбі в Єрусалим. 11 грудня 1917 року

Після здобуття Єрусалиму 9 грудня 1917 року Алленбі офіційно проголосив у місті воєнний стан. Головнокомандувач прийняв лідерів християнської, єврейської та мусульманської громад в Єрусалимі та працював з ними, щоб забезпечити повагу до релігійних об'єктів усіх трьох конфесій. Він послав своїх індійських мусульманських солдатів охороняти ісламські релігійні об'єкти, вважаючи, що це був найкращий спосіб налагодити добрі стосунки з мусульманським населенням Єрусалиму.
11 грудня 1917 року генерал Алленбі спішився з коня і пішки увійшов до Єрусалиму на знак поваги до Святого міста, важливого для юдаїзму, християнства та ісламу. Британський воєначальник увійшов через Яффську браму разом зі своїми офіцерами, навмисно утворивши контраст з уявною зарозумілістю під час в'їзду кайзера в Єрусалим на коні в 1898 році, який не був добре прийнятий тамтешніми мешканцями. Жителі Єрусалиму побачили пішій вхід Алленбі як ознаку його скромності.
Після падіння Єрусалиму Алленбі написав, що він міг би завершити завоювання Палестини своїми існуючими силами, але йому знадобиться ще 16–18 дивізій, крім 8–10, які він уже мав, для подальшого просування на оперативну глибину на 400 км до лінії Дамаск-Бейрут, а потім до Алеппо, щоб перерізати турецькі комунікації з Месопотамією.
Незабаром до Єгипту прибув Ян Смутс для переговорів з Алленбі і Маршаллом (командувачем британськими військами у Месопотамії). Алленбі працював зі Смутсом, розробляючи плани досягти Хайфи до червня і Дамаска до осені, за умови посилення його угруповання 3 дивізіями з Месопотамії. Швидкість просування була обмежена необхідністю прокласти свіжу залізничну колію. 6 березня 1918 року задум операції був схвалений Військовим кабінетом.
Але, потужний німецький Весняний стратегічний наступ на Західному фронті означав, що Алленбі залишився без підкріплень після того, як його військам не вдалося захопити Амман у березні та квітні 1918 року. Він зупинив наступ навесні 1918 року і змушений був відправити 60 000 своїх військових на Західний фронт. У серпні 1918 року війська Алленбі, отримавши свіжі сили з домініонів Британської імперії (зокрема Австралії, Нової Зеландії, Індії та Південної Африки), відновили наступальні операції. 19-21 вересня 1918 року після тривалої серії оманливих ходів османська оборона була зламана в битві при Мегіддо, а кіннота союзників прорвалася вперед і заблокувала відхід османській армії. Османські війська зазнали поразки у низці боїв: на рівнині Шарон, за Тулкарм, Арару, Табзор, Джаніну, Афула та Бейт-Шеана, Назарет, Самах, Амман. Тоді Єгипетські експедиційні війська просувалися вглиб території противника з вражаючою швидкістю, досягаючи 100 км за 55 годин для кавалерії, а піхота проходила до 35 км на день, зустрічаючи мінімальний опір. 1 жовтня впав Дамаск, 16 жовтня — Хомс, 25 жовтня — Алеппо. 30 жовтня 1918 року через загрозу вторгнення в Малу Азію Османська імперія капітулювала, підписавши Мудроське перемир'я.

### Губернатор Єгипту та Судана
31 липня 1919 року Едмунд Алленбі отримав вище звання фельдмаршала британської армії й 7 жовтня став віконтом Алленбі, Мегіддо і Фелікстоу у графстві Саффолк. 1919 році він став спеціальним Верховним комісаром Єгипту та Судану. Період його перебування в посаді збігся зі значними соціально-політичними потрясіннями на Близькому Сході й в Єгипті зокрема. У травні 1925 року Алленбі подав у відставку і повернувся до Англії.

### Останні роки життя
Фельдмаршал Едмунд Алленбі раптово помер, 14 травня 1936 року у віці 75 років, від розриву аневризми головного мозку у своєму будинку в Кенсінгтоні, Лондон. Його тіло було кремовано, а прах похований у Вестмінстерському абатстві.